# مک‌دانل داگلاس ام‌دی-۹۰

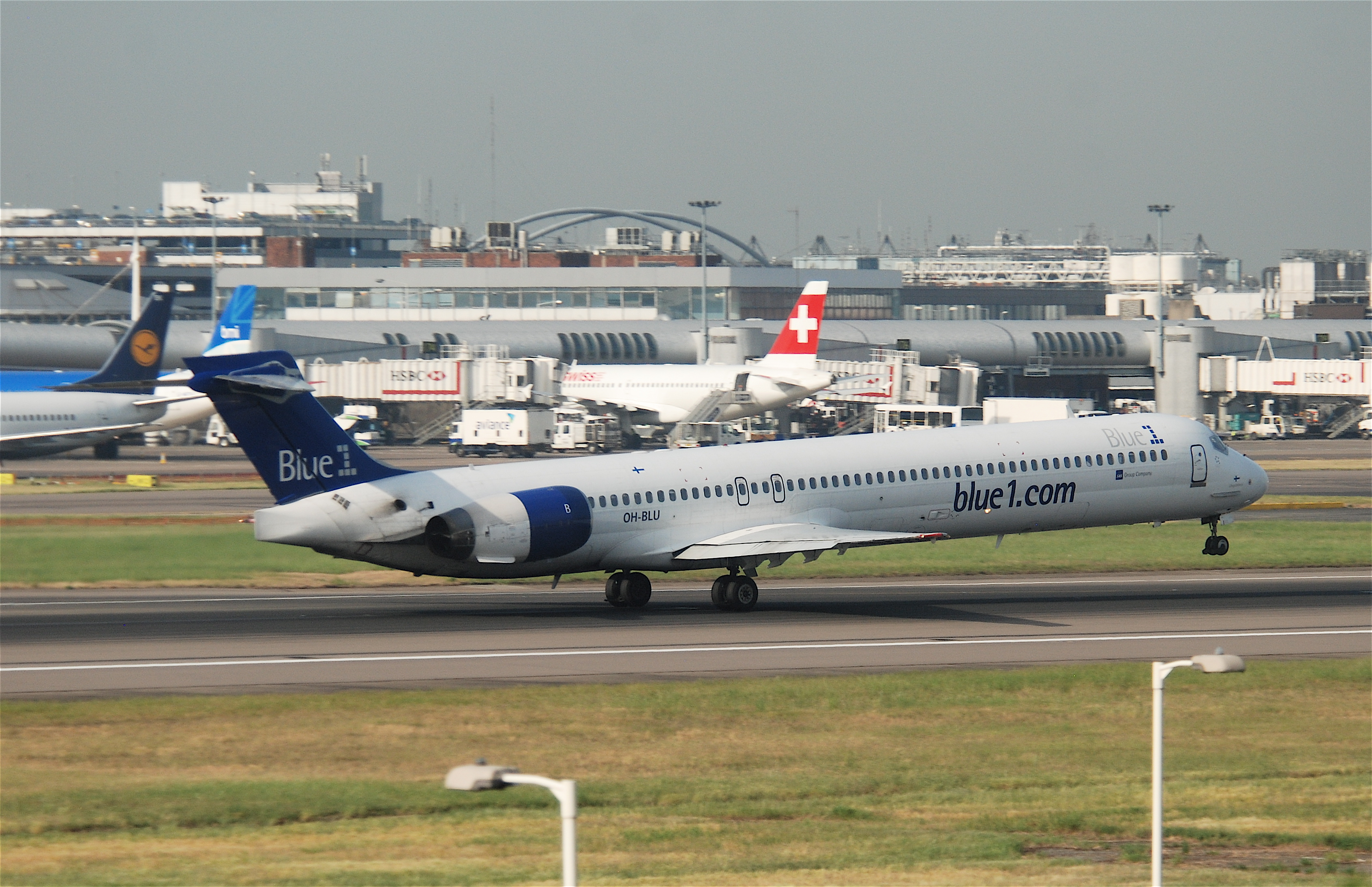

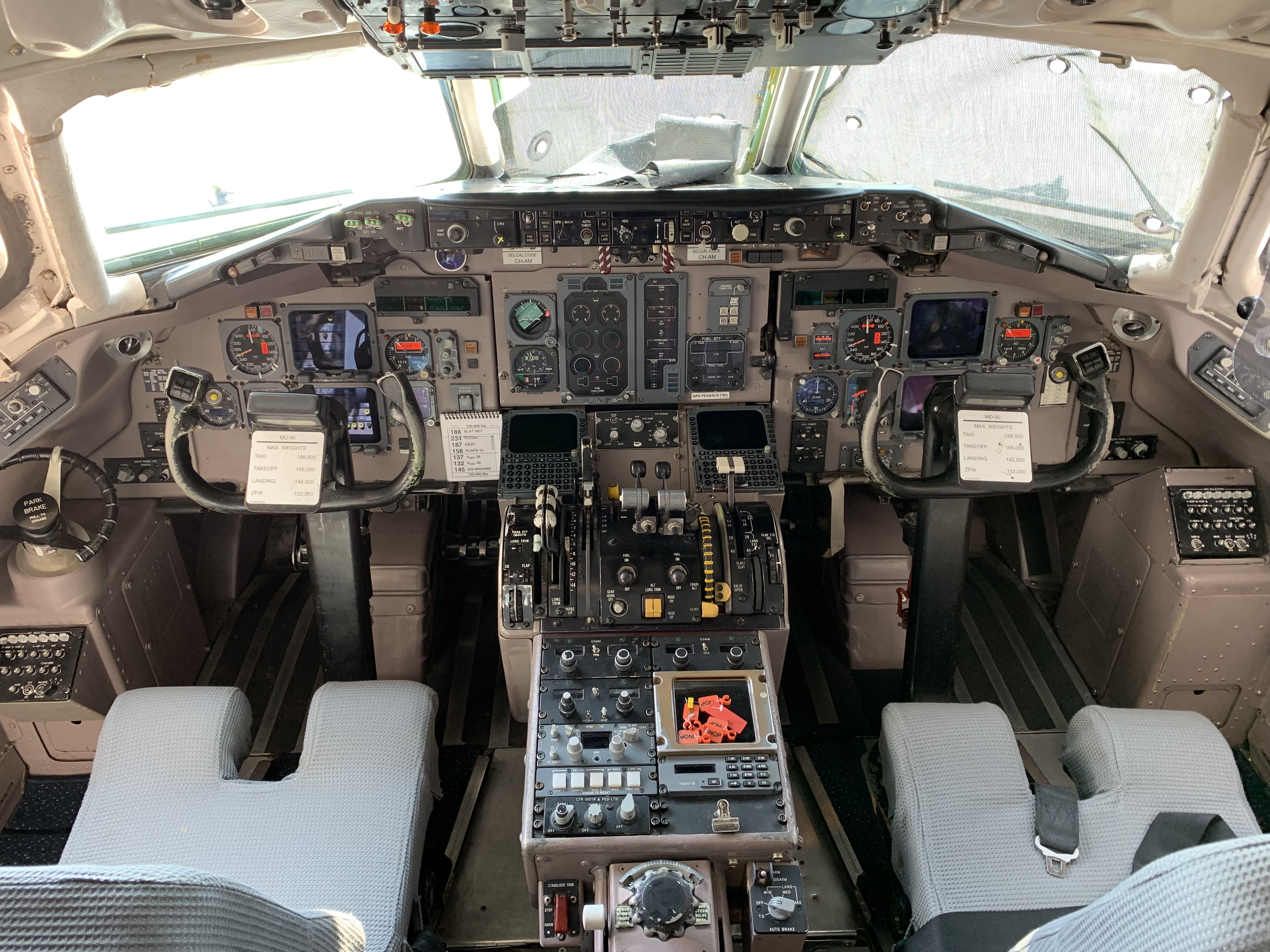
کابین خلبان

مک‌دانل داگلاس ام‌دی-۹۰ (به انگلیسی: MD-90) یک هواپیمای مسافربری دو موتوره ساخته شرکت مک‌دانل داگلاس از شرکتهای اقماری بوئینگ کشور آمریکا است. نخستین پرواز ام‌دی-۹۰ در ۲۲ فوریه ۱۹۹۳ صورت گرفت. بوئینگ ام‌دی-۹۰ نسل جدید و پیشرفته‌ای از هواپیمای قدیمی تر این شرکت، بوئینگ ام‌دی-۸۰ هستند که دارای طول بیشتری نیز هستند.

## مشخصات

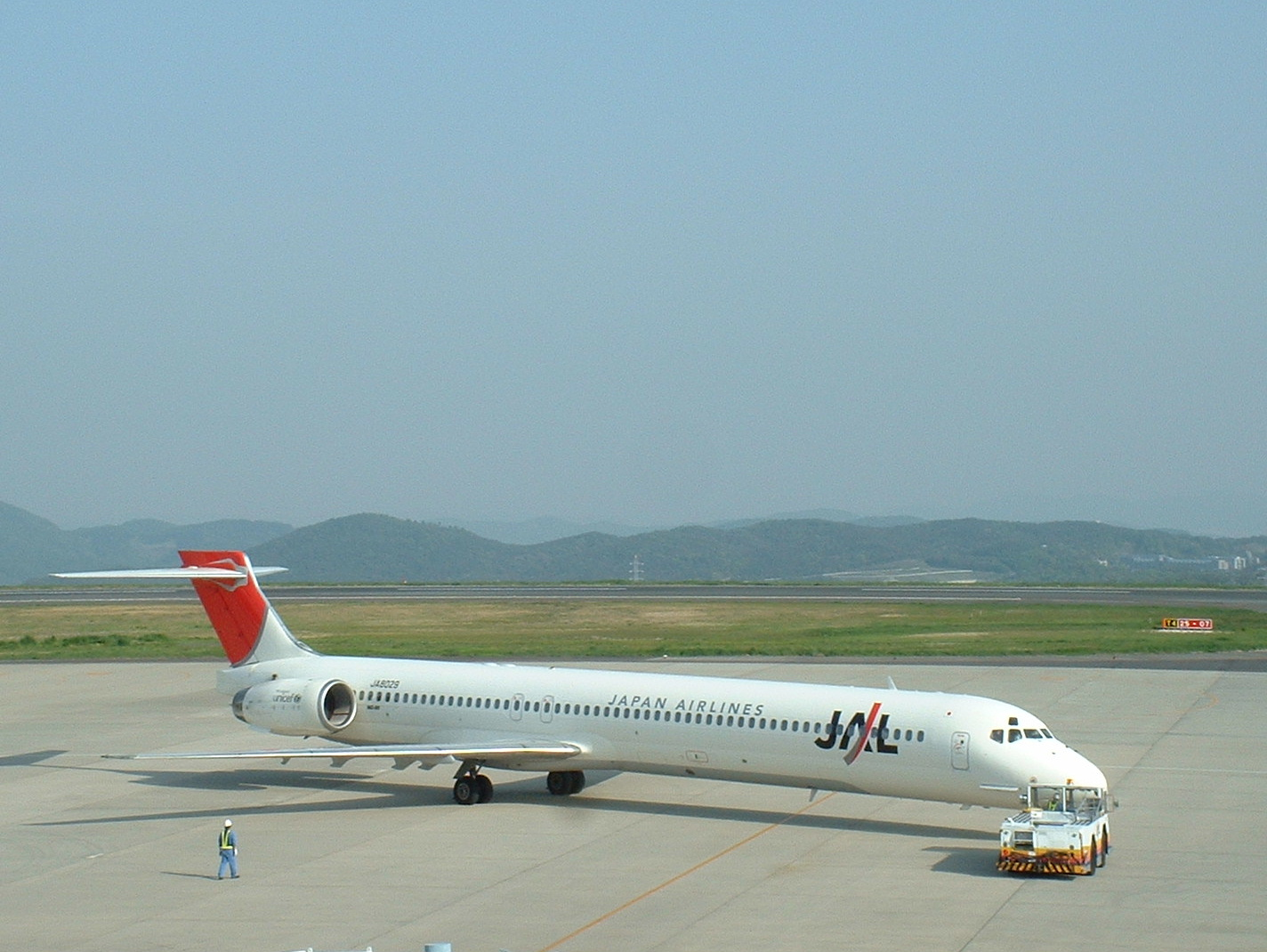
مک‌دونال داگلاس ام‌دی-۹۰ هواپیمایی ژاپن.

ام‌دی-۹۰ دارای دو موتور توربوفن IAE V2525-D5 است. دو موتور در انتهای بدنه و در دو سوی بدنه قرار گرفته‌اند.
- فاصله نوک دو بال: ۳۲٬۸ متر
- طول: ۴۶٫۵ متر
- ارتفاع: ۹٫۳ متر
- ظرفیت مسافر: ۱۷۲ نفر
- بیشینه سرعت: ۰٫۷۶ ماخ (۸۰۹ کیلومتر بر ساعت)
- محدوده پرواز: ۴۰۲۳ کیلومتر

## مدل‌ها
- MD-90-30 مدل استاندارد مسافربری.
- MD-90-30 ER دارای باک جانبی و محدوده پرواز بیشتر.